# Rio Fish (Namíbia)
O rio Fish ou Visrivier ("rio do peixe" em inglês e africâner) é um rio da Namíbia afluente da margem direita do rio Orange. Flui da albufeira Hardap perto da cidade namibiana de Mariental e tem cerca de 650 km de comprimento. 
Este curso d'água tem regime variável ao longo do ano, podendo secar totalmente no inverno. Apesar disso, esculpiu o espectacular desfiladeiro do rio Fish, um cânion (segundo maior após o Grand Canyon) de 160 km de comprimento, e com locais até 550 m de profundidade. É considerado o cânion mais antigo do mundo, com 2,5 milhões de anos.
O Fish deságua no rio Orange na fronteira com a África do Sul, a 100 km do Oceano Atlântico. 

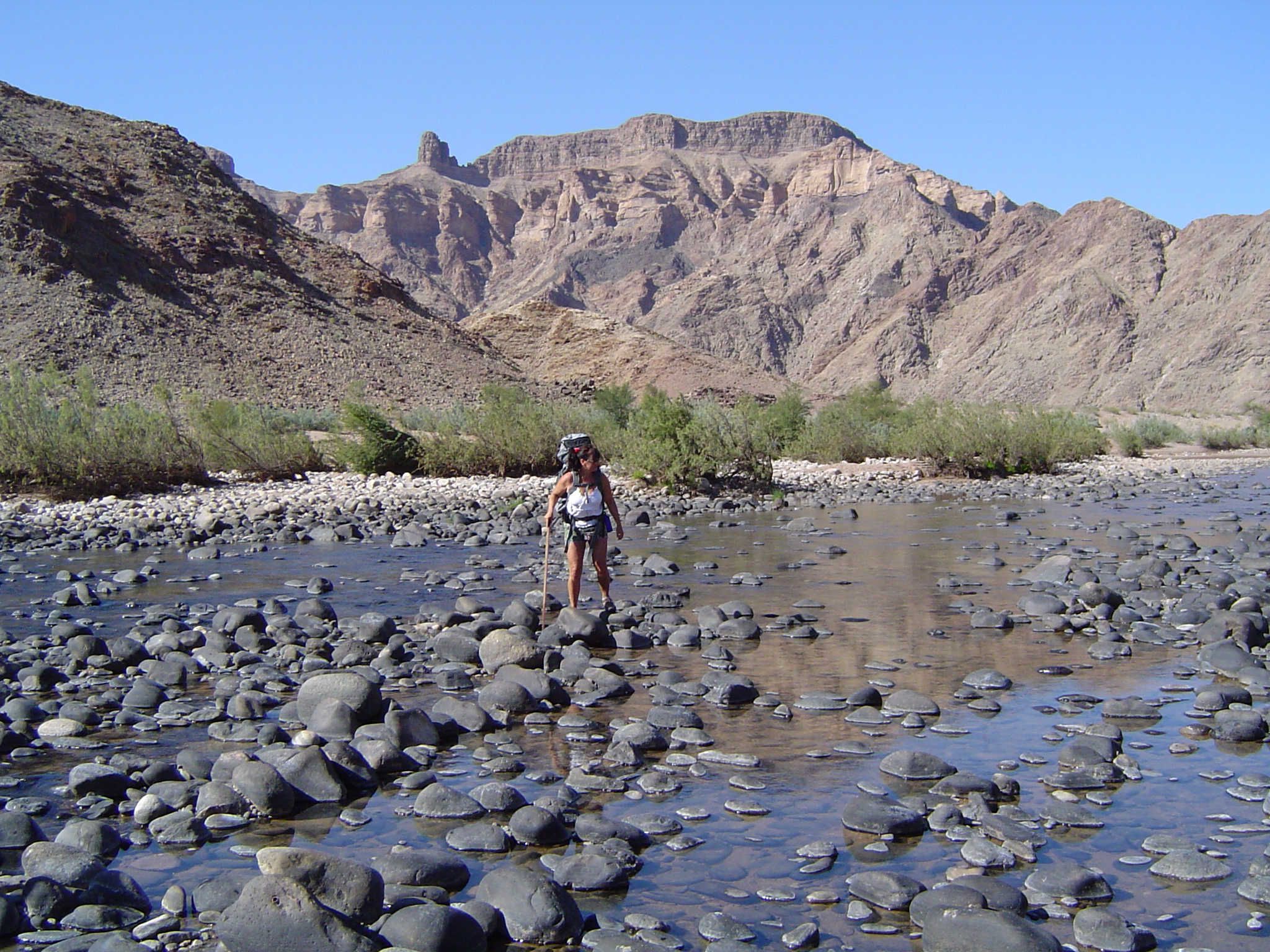
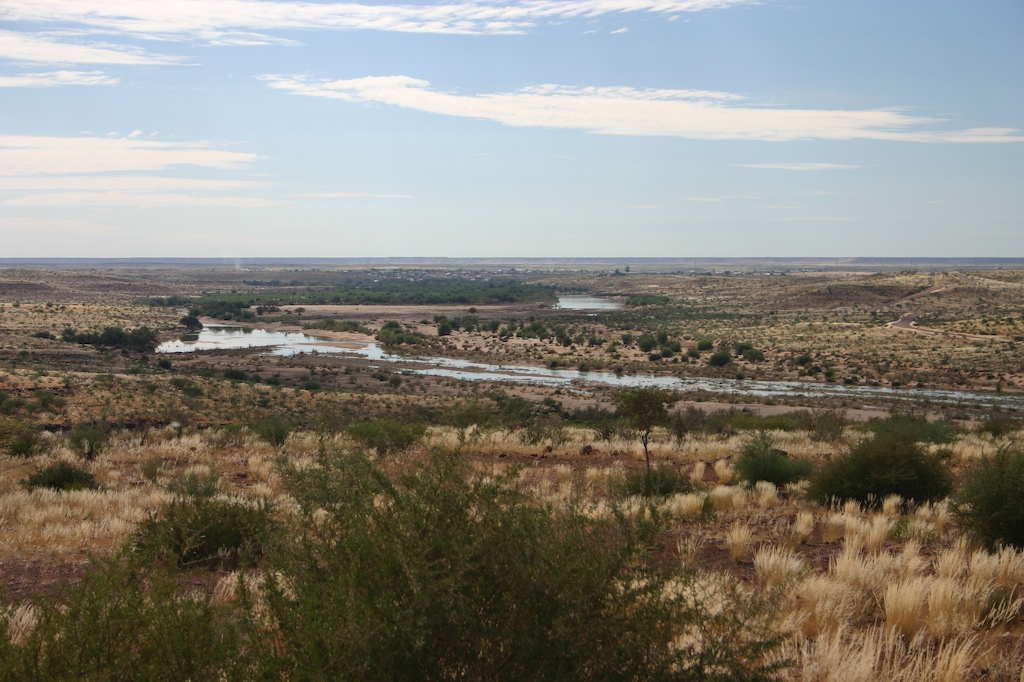
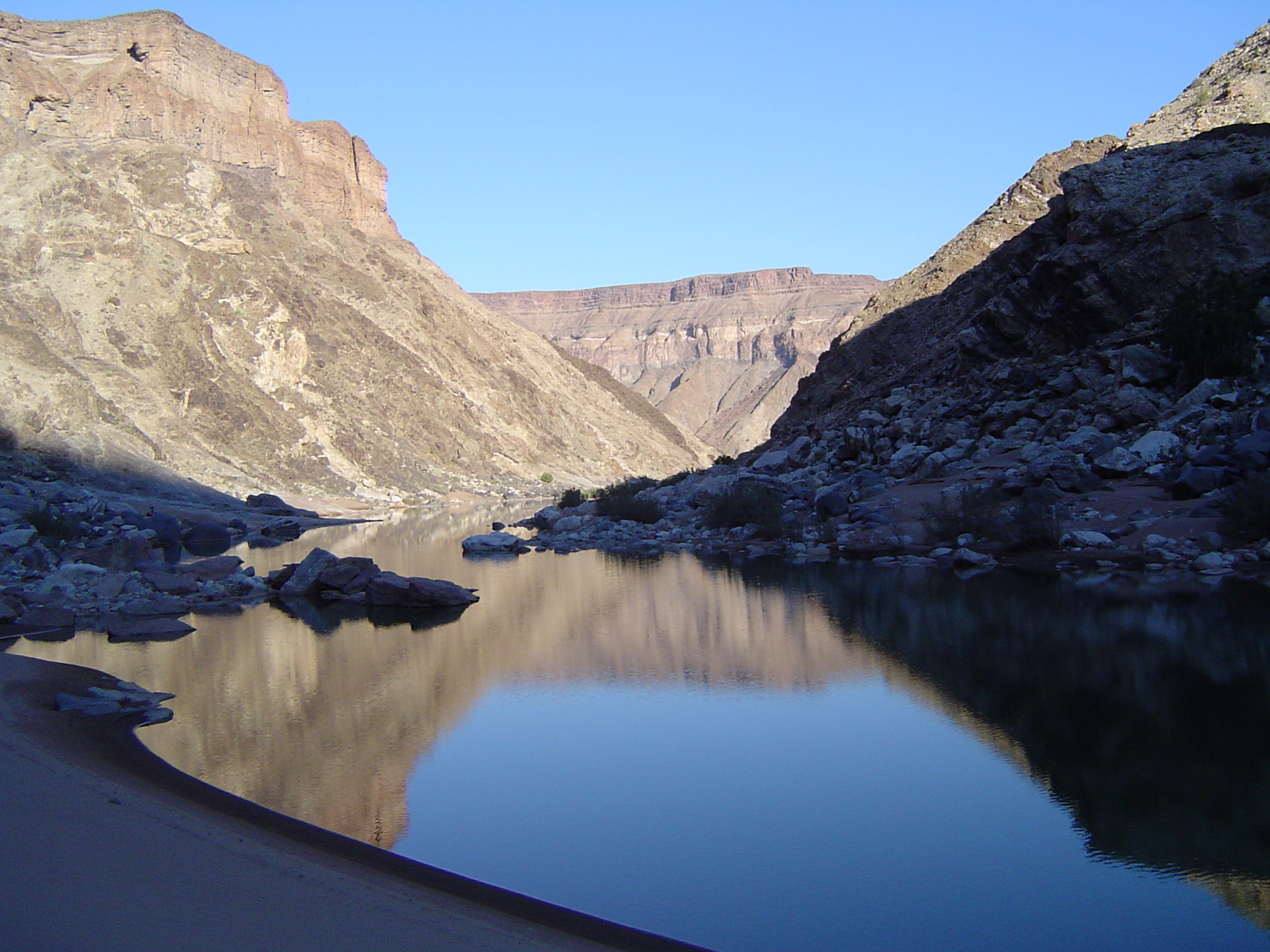
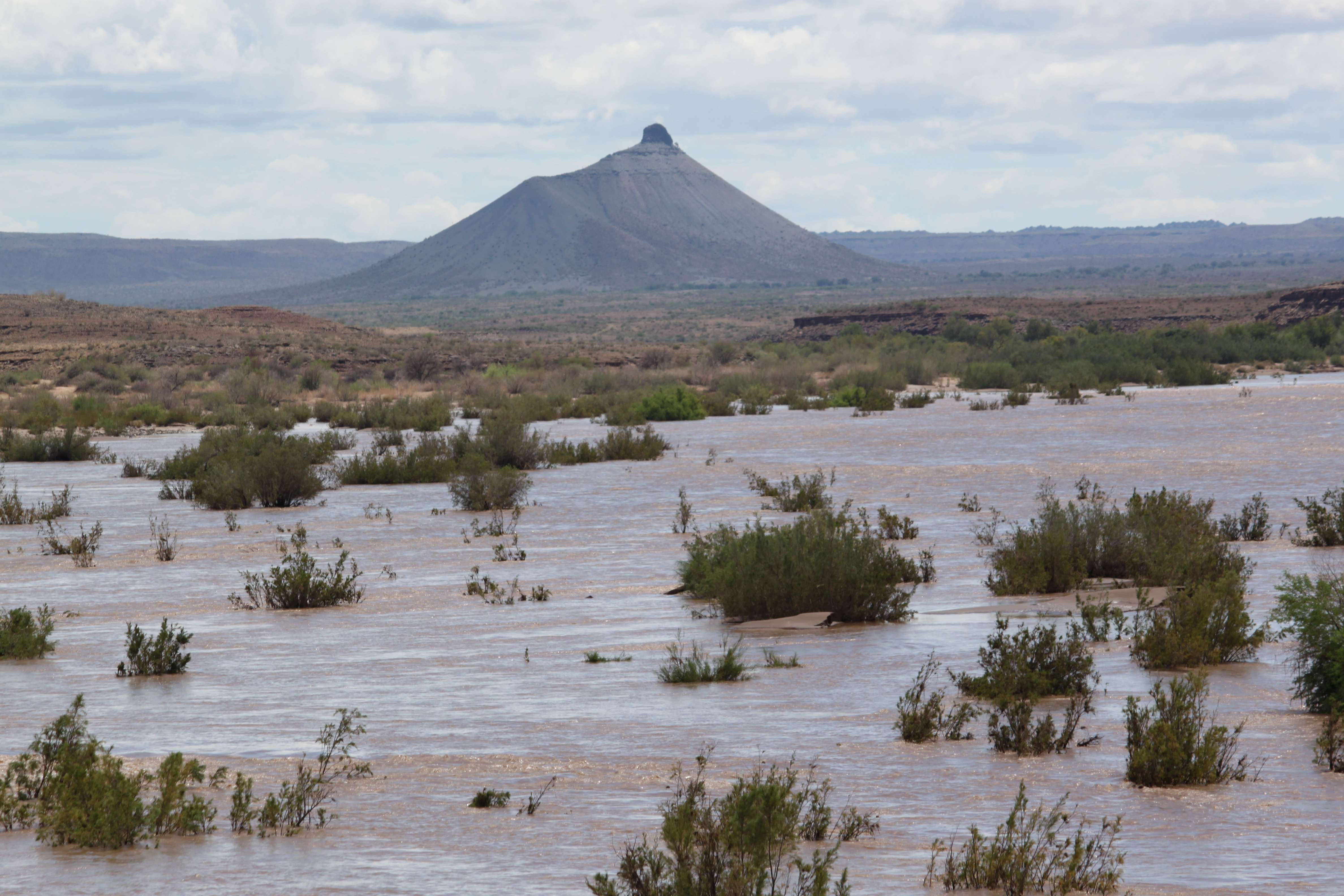
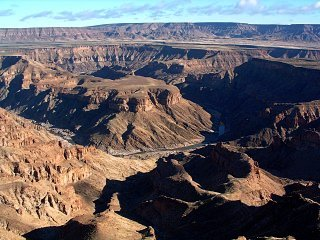